# پوره سیب
پوره سیب از پوست کندن و گرفتن آب سیب و پختن ان در دمای 80 درجه ساخته میشود ، شیرینی پوره سیب بدلیل وجود قند در آن میباشد و این معیار با بریکس مشخص میشود ، سیب در تناژ بالا توسط کارخانه های تولید رب و کنسانتره تولید مشود

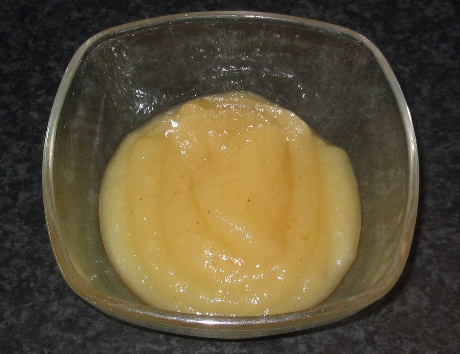
پوره سیب در یک استکان شیشه‌ای

عمده تولید پوره سیب در استان آذربایجان شرقی و غربی میباشد ، قیمت پوره سیب در حال حاضر حدودا 4 برابر قیمت سیب میباشد و برای خرید میتوانید به تولید کنندگان و فروشندگان  دست اول  مراجعه کنید 
عمده مصرف پوره سیب برای ساخت لواشک ، مربا ، مالات ، نوشیدنی میباشد و مصرف خالی ان ممکن است مشکلات گوارشی بوجود بیاورد 

## طرز تهیه

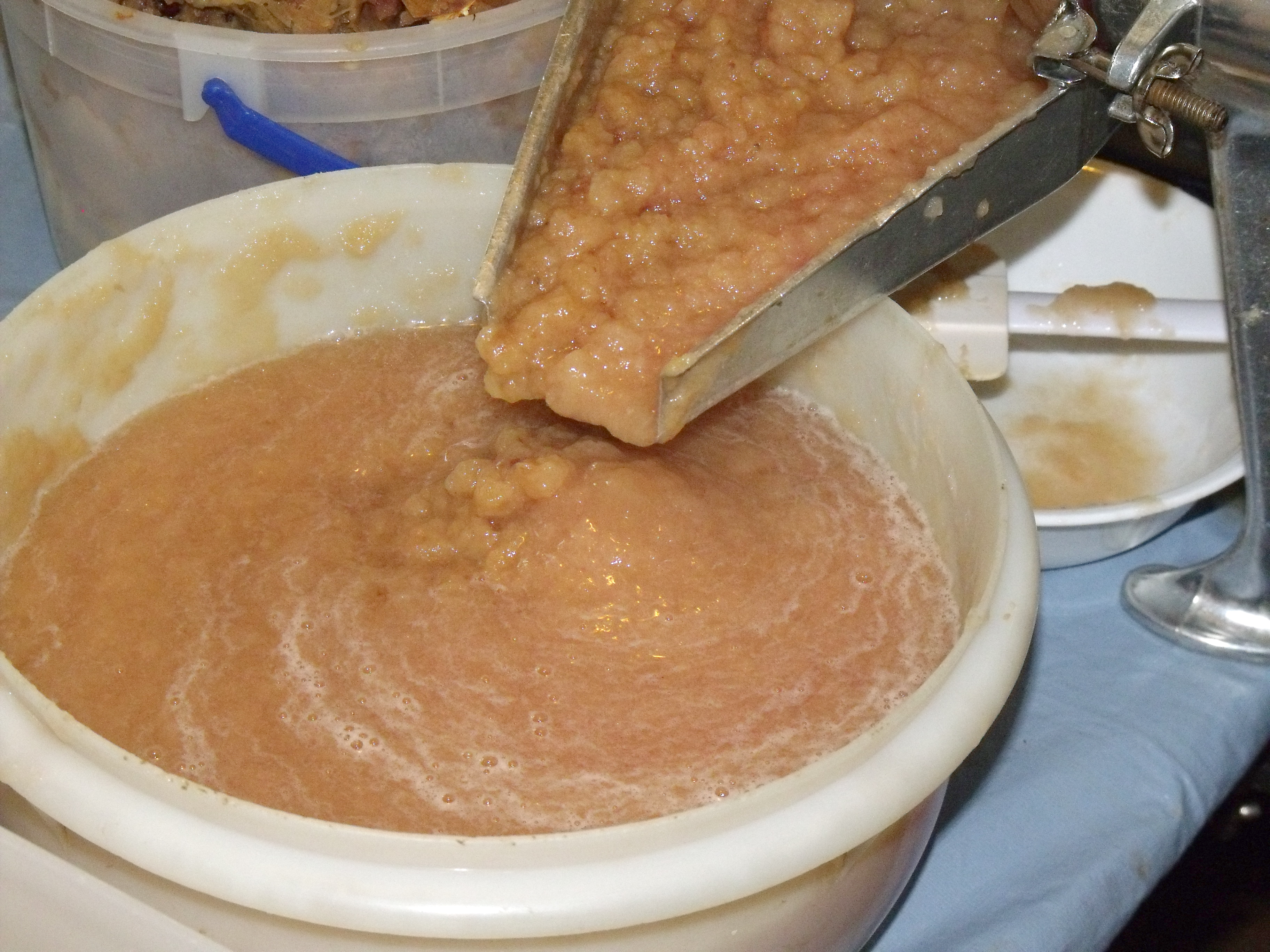
سس سیب خانگی در فرایند ساخته شدن، با استفاده از Squeezo (تا حدی قابل مشاهده است).

برای تهیه این پوره می‌توان از سیب با پوست یا بی پوست استفاده نمود و همچنین انواع ادویه جات و مواد افزودنی از جمله دارچین را به این پوره می‌افزایند. پوره سیب می‌تواند بافت نرم یا سفتی داشته باشد؛ حتی می‌توان از تکه‌های بزرگ سیب داخل آن استفاده نمود. این نوع پوره را به راحتی در خانه تهیه می‌کنند. البته آماده شده آن هم در بسیاری از سوپرمارکتها موجود است. از این پوره به عنوان غذا یا خوراک حاضری برای کودکان استفاده می‌کنند.
پوره سیبی که به آن شکر اضافه نکرده اند، به عنوان غذای کودک کاربرد دارد. گاهی برای مبارزه با اسهال، از این پوره به عنوان داروی خوراکی استفاده می‌کنند.

## طرز تهیه پوره سیب از یک کتاب آشپزی سال ۱۸۸۱
” تعدادی سیب ترش بردارید. پوست و تخم آنها را بگیرید. سپس آنها را قاچ زده و این سیب‌های قاچ شده را بشویید. سیب‌ها را داخل ظرفی قرار داده و ظرف را روی آتش بگذارید. سیب‌ها را پشت و رو نکنید تا اینکه کاملاً بپزند. حالا سیب‌ها آماده است. با پشت قاشق، سیب‌های پخته را له کنید و سپس بگذارید تا کاملاً سرد شوند. برای مزه‌دار کردن سیب‌ها به آنها شکر اضافه نمایید.“